# 沙蠶屬
沙蚕（學名：Nereis），俗称沙虫，在福州称作流蜞，是多毛纲叶须虫目沙蚕科的一種环节动物。常栖息于泥沙中，生殖季节或夜出觅食时能游泳。可作为鱼类、虾、蟹等动物的食饵。

## 特征
体长10公分左右。体形修长，呈圆柱形，两侧对称、后端尖。身体分节明显，体节两侧突出成具有刚毛的疣足用以行动。

## 分布及习性
中国的沙虫有80多种，广泛地分布在从渤海到南海的各种灘塗、浅海。它们隐藏在泥沙洞穴、石缝或海藻丛中，以小型蠕虫或沉积物等为食。

## 用途
沙蚕常被用作钓海鱼的饵料，另外，也可以成为人类的美食。

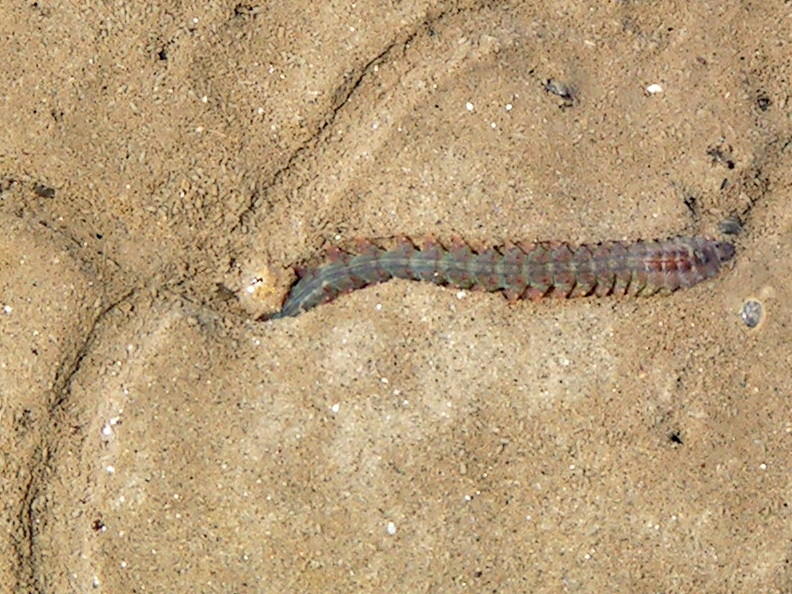
Nereis diversicolor
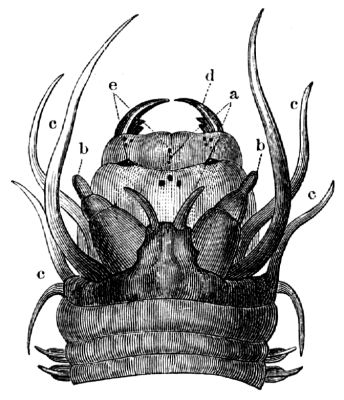